# Kretische Schule

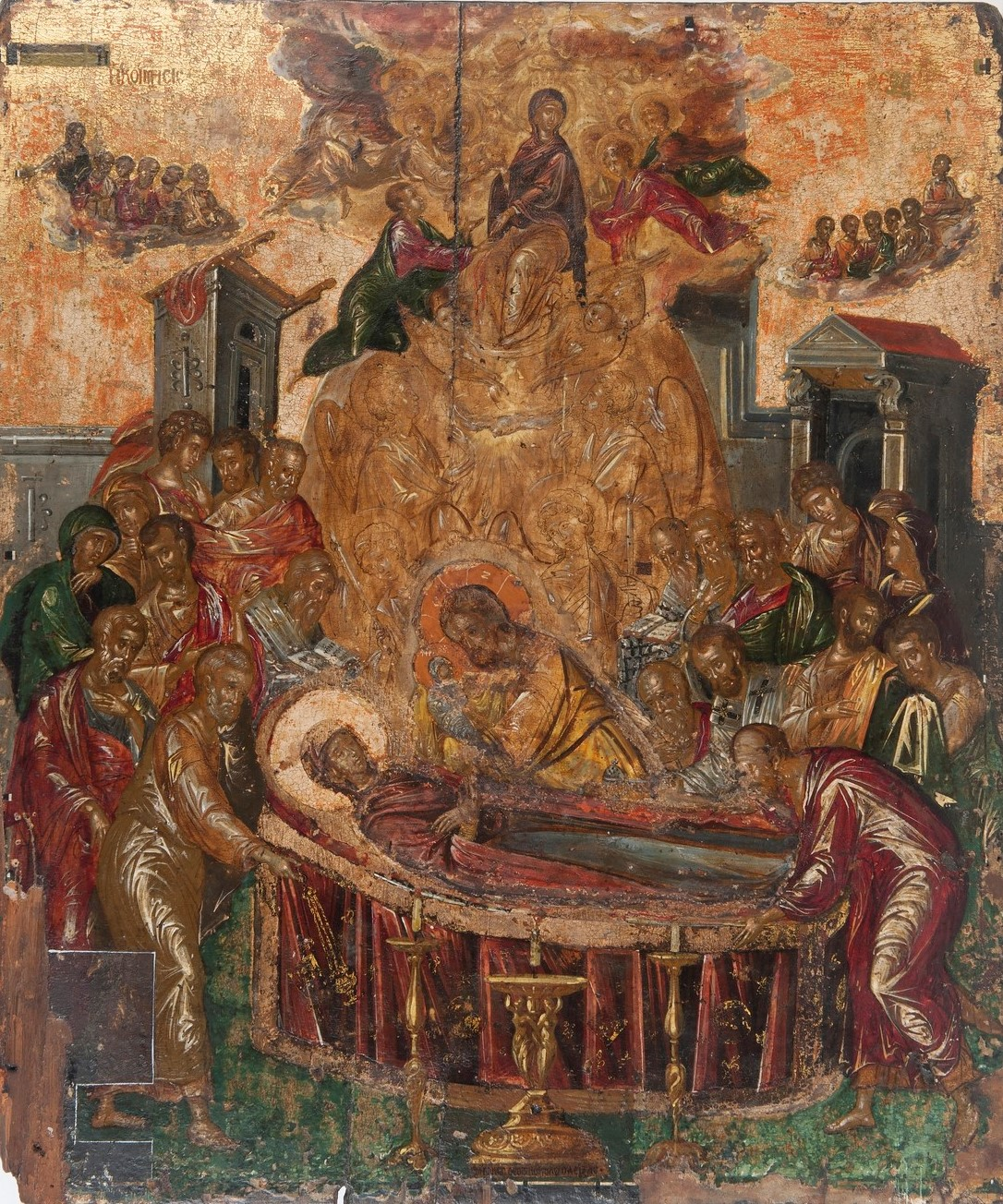
El Greco, Die Entschlafung der Jungfrau Maria (vor 1567, Tempera und Gold auf Holz, 61,4 × 45 cm, Kathedrale der Heiligen Jungfrau Maria, Ermoupolis, Syros). Die Darstellung verbindet post-byzantinische stilistische und ikonographische Elemente mit solchen des italienischen Manierismus und enthält stilistische Elemente der kretischen Schule.

Als Kretische Schule wird eine wichtige Schule der sakralen Malerei, vor allem der Ikonenmalerei, bezeichnet, die während der venezianischen Herrschaft über Kreta vom 15. bis zum 17. Jahrhundert die byzantinische Kunst zu einer Spätblüte brachte.

## Historischer und kultureller Hintergrund
Nach dem Fall Konstantinopels im Jahre 1453 begann ein Exodus byzantinischer Künstler und Gelehrter aus der jetzt osmanisch beherrschten Stadt in den Herrschaftsbereich Venedigs. Besondere Anziehungskraft übte Kreta auf sie aus, das als Regno di Candia eine christliche Insel im östlichen Mittelmeer bildete und zum Zentrum der Kunst in der griechischen Welt wurde.

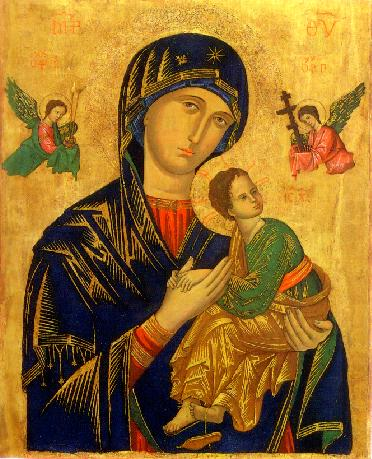
Ikone Unserer Lieben Frau von der Immerwährenden Hilfe, wahrscheinlich eine frühe kretische Arbeit, 13. oder 14. Jahrhundert. Sicher in Rom seit 1499

Kreta war ein wichtiges Zentrum der Ikonenmalerei. Als venezianisches Gebiet hatte es einen natürlichen Marktvorteil, um die starke Nachfrage nach byzantinischen Ikonen in Europa zu decken, sodass es bald das Angebot dominierte.
Ein frühes Beispiel ist die berühmte Ikone der Jungfrau Maria in Sant’Alfonso in Rom, bekannt als Unsere Liebe Frau von der Immerwährenden Hilfe, die in Rom sehr bekannt war. Zu diesem Zeitpunkt gab es kaum stilistische Unterschiede zwischen kretischen und anderen byzantinischen Ikonen.
In diese Zeit fällt auch eine beträchtliche Anzahl von Wandmalereien in Kirchen und Klöstern. Auf Kreta sind insgesamt rund 850 Fresken aus dem 14. und 15. Jahrhundert erhalten, weit mehr als aus früheren oder späteren Perioden.
Der rege kulturelle Austausch zwischen Italien und Kreta führte zu einer starken wechselseitigen Beeinflussung und kulturellen Befruchtung. Ebenso wie in Italien die griechische Sprache gelehrt und klassische Texte gelesen wurden, übernahmen die der Tradition der byzantinischen Malerei entstammenden Künstler auf Kreta Aspekte der Malweise und insbesondere der Maltechnik und Darstellungsweise aus dem Italien der Renaissance und verschmolzen sie mit der byzantinischen Tradition. Italienische Maler wie Tizian und Veronese übten auf viele griechische Künstler eine starke Faszination aus.
Insgesamt waren in der Blütezeit der kretischen Schule über 100 Ikonenmaler tätig, die für orthodoxe, katholische aber auch private Auftraggeber tätig waren. Ausbildungsstätte war die Katharinenkirche in Heraklion, an der auch Theologen und Juristen ausgebildet wurden, und die als Hochschule fungierte.
Nach der osmanischen Besetzung Kretas im 17. Jahrhundert verlagerte sich das Zentrum der griechischen Malerei zu den Ionischen Inseln, die bis 1797 unter venezianischer Herrschaft blieben. Dort entstand mit der Malschule der Ionischen Inseln eine neue Kunstrichtung, die überwiegend von westlichen künstlerischen Strömungen beeinflusst wurde.

## Stilistische Charakteristika
Gegen Ende des 15. Jahrhunderts hatten kretische Künstler jedoch einen Ikonenmalstil entwickelt, der Formen und Inhalte der westlichen Darstellungsweise rezipierte. Er ist durch reichere Farben, eine menschlichere, emotionalere Darstellung der abgebildeten Figuren, durch Sorgfalt im Detail, genaue Konturen, Plastizität, Raumtiefe und Perspektive, die Modellierung des Fleisches mit dunkelbrauner Grundierung und kleinen Glanzpunkten auf den Wangen, leuchtende Farben in den Kleidern, geometrischen Faltenwurf und ausgewogene Gliederung der Komposition gekennzeichnet. Teilweise bleibt die Darstellung stark vom strengen orthodoxen Formenkanon beherrscht, teilweise wendet sie sich stark einem naturalistischen Stil zu.

## Bekannte Vertreter

### Michail Damaskinos

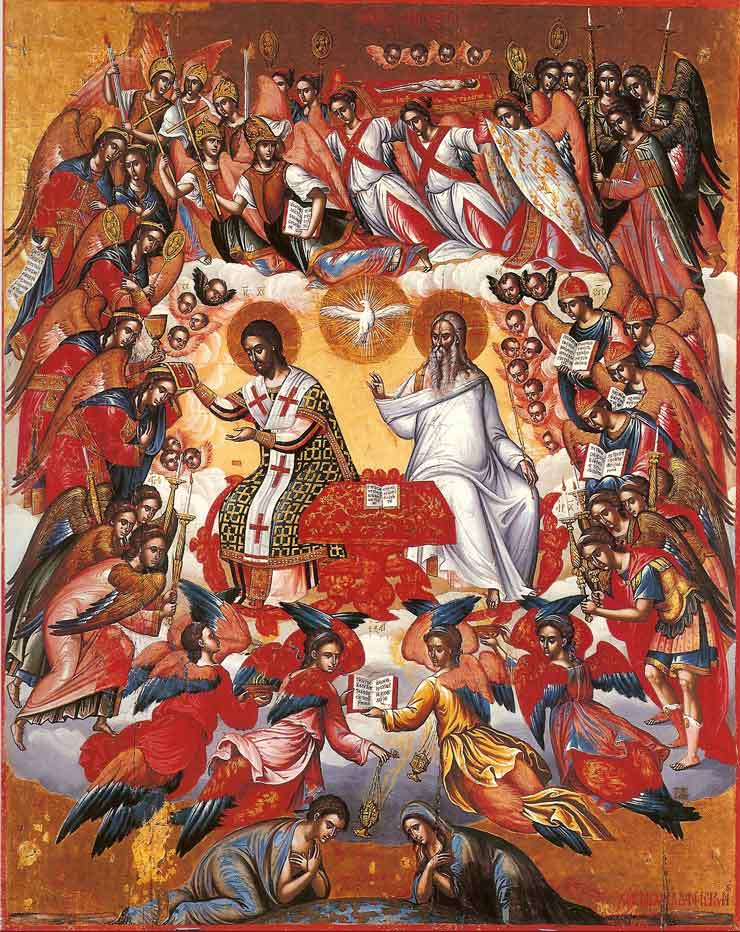
Michail Damaskinos, Ikone der Heiligen Liturgie, eine im Wesentlichen orthodoxe Komposition, die aber auch westliche stilistische und ikonographische Einflüsse zeigt, zum Beispiel in der Darstellung Gottvaters.

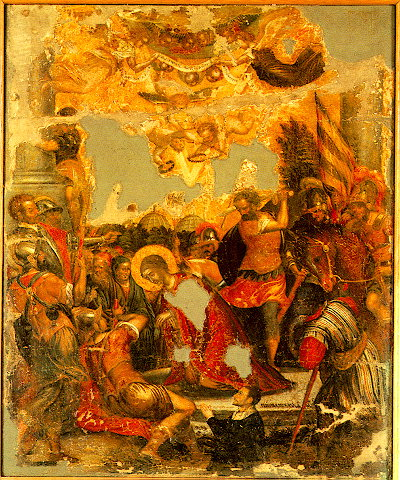
Agia Paraskevi, eine Martyriums-Szene von Michail Damaskinos in venezianischem Stil

Michail Damaskinos war der wichtigste Vertreter der kretischen Schule der damaligen Zeit. Er war 1574 auf Einladung der griechischen Gemeinde nach Venedig gegangen, um die Ikonen der Kirche San Giorgio dei Greci zu malen. In Italien wurde er von der venezianischen Malweise fasziniert. Nach einigen Jahren auf Korfu kehrte er nach Kreta zurück, wo er in Candia eine Werkstatt hatte.

### El Greco
Dominikos Theotokopoulos, der in Spanien als El Greco (der Grieche) berühmt wurde, ist der bekannteste aus der kretischen Schule hervorgegangene Maler. Er war der erfolgreichste der vielen Künstler, die eine Karriere in Westeuropa versuchten. El Greco ließ allerdings den byzantinischen Stil in seiner späteren Laufbahn weit hinter sich.

### Angelos Akontatos
Angelos Akotantos, der bis vor kurzem noch als konservativer Maler des 17. Jahrhunderts galt, wird heute, nach der Entdeckung eines Testaments von 1436, als innovativer Künstler angesehen, der bis ca. 1457 lebte und byzantinische und westliche Stilelemente verband. Seine Schüler Angelos Bizamanos und Nicholas Tzafuris (bis 1501) wurden ebenfalls bedeutende Künstler.

### Theophanes der Kreter

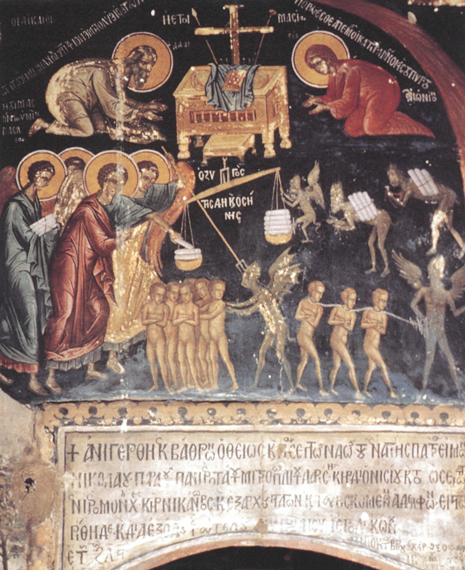
Fresko von Theophanes dem Kreter im Kloster Agios Nikolaos Anapavsas

Der als Theophanes der Kreter bekannte Theophanes Strelitzas (griechisch Θεοφάνης Στρελίτζας Theofanis Strelitsas, ca. 1500–1559) war ein griechischer Mönch. Er wurde in Iraklio als Ikonenmaler ausgebildet, war allerdings nicht auf Kreta, sondern hauptsächlich auf dem griechischen Festland tätig und gilt als wichtigster griechischer Freskenmaler seiner Zeit. Seine Fresken zeigen einige westliche ikonographische und stilistische Elemente, verbleiben aber im Wesentlichen im byzantinischen Stil.

### Weitere Maler der Kretischen Schule
- Georgios Klontzas
- Ioannis Kornaros
- Emmanuel Lombardos
- Ilios Moskos

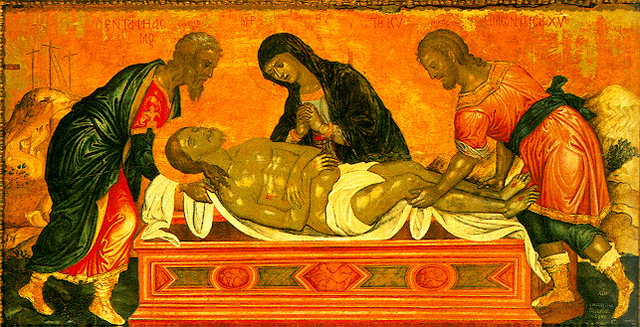
Ikone von Emmanuel Tzanes Bounialis, 17. Jahrhundert (Paul und Alexandra Kanellopoulos Museum, Athen)

- Theodoros Poulakis (Θεόδωρος Πουλάκης, 1622–1692)
- Philotheos Skouphos
- Emmanuel Tzanes (Εμμανουήλ Τζάνες, 1610–1690)
- Viktor